# Willy Beçak
Willy Beçak (Mulhouse, 26 de outubro de 1932 - São Paulo, 26 de abril de 2023) foi um biólogo e pesquisador franco-brasileiro.

## Biografia
Willy  nasceu em 26 de outubro de 1932 na cidade de Mulhouse, no lado francês da região da Alsácia-Lorena. Mudou-se para o Brasil ainda jovem, onde estudou e fez carreira com cientista na área de genética, evolução e biotecnologia. É casado com a também cientista, Professora Maria Luiza Pires de Camargo Beçak. Faleceu no dia 26 de abril de 2023 na cidade de São Paulo, está sepultado no cemitério israelita do Butantã.

## Carreira
Willy graduou-se em Ciências Biológicas e em Didática e Psicologia pela Universidade de São Paulo em 1955. Simultaneamente, concluiu curso de licenciatura em História Natural pela mesma instituição. No ano seguinte, começou a trabalhar no Instituto Butantan. Em 1964, obteve o título de doutor em Ciências Biológicas com ênfase em Genética, também pela USP.
No Instituto Butantan, criou o Laboratório de Genética, o primeiro no país a realizar estudos citogenético dos cromossomos humanos. ocupou o cargo de chefe do setor de Serviço de Genética em 1980, e de diretor-geral entre os anos 1983 e 1991. Durante este período, ele fundou em 1989 a Fundação Butantan.

## Honrarias e distinções
Em 26 de maio de 1991, foi empossado como membro titular da Academia Brasileira de Ciências. 
Em 1996, tornou-se comendador da Ordem Nacional do Mérito Científico.
Em 2007, foi nomeado cidadão paulistano.